# Dystasia subcristata
Dystasia subcristata är en skalbaggsart som beskrevs av Stefan von Breuning 1938. Dystasia subcristata ingår i släktet Dystasia och familjen långhorningar. Inga underarter finns listade i Catalogue of Life.